# Manchenahalli, Channarayapatna
Manchenahalli là một làng thuộc tehsil Channarayapatna, huyện Hassan, bang Karnataka, Ấn Độ.